# لزلی گاستون
لزلی گاستون (انگلیسی: Leslie Gaston؛ زادهٔ تاریخ ورودی نامعتبر است) بازیکن فوتبال اهل ایالات متحده آمریکا است.
وی همچنین برندهٔ جوایزی همچون باارزش‌ترین بازیکن شده‌است.